# Ammoniumformiat
Ammoniumformiat ist das Ammoniumsalz der Ameisensäure. Es liegt in Form eines weißen, hygroskopischen Pulvers mit der Formel NH4(HCOO) vor.

## Herstellung
Ammoniumformiat kann durch die Neutralisation von Ammoniak mit Ameisensäure hergestellt werden:
{\displaystyle \mathrm {NH_{3}+HCOOH\longrightarrow NH_{4}(HCOO)} }

## Eigenschaften

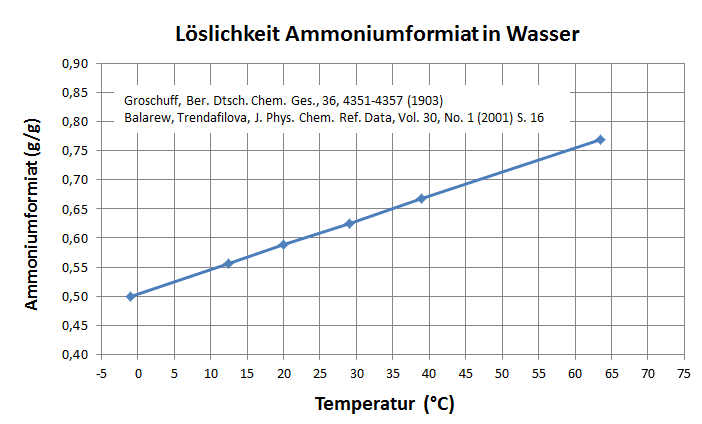
Löslichkeit von Ammoniumformiat in Wasser in Abhängigkeit von der Temperatur

Ammoniumformiat ist ein in Wasser gut lösliches Salz, welches farblose, monokline und zerfließliche Kristalle bildet.
Wässrige Lösungen reagieren nahezu neutral. Der pH-Wert einer gesättigten Lösung beträgt 5,5–7,5.
Ammoniumformiat schmilzt bei 116 °C und zersetzt sich bei 180 °C. Wie andere Ammoniumsalze auch, setzt Ammoniumformiat bei der Versetzung mit starken Basen Ammoniak frei.

## Verwendung
Ammoniumformiat wird hauptsächlich in der präparativen organischen Chemie verwendet, zum Beispiel für die Darstellung von Aminen nach Leuckart-Wallach.
Ammoniumformiat ist auch Bestandteil von Lösungen mit herabgesetztem Gefrierpunkt zur Nachbehandlung von Abgasen, um die Emission von Stickoxiden zu reduzieren (Handelsname Denoxium-30).
Des Weiteren kann Ammoniumformiat in der analytischen Chemie zur Abtrennung unedler Metalle von den Edelmetallen und als Eluentenpuffer für die Flüssigchromatographie dienen. In der Glimmentladungsspektroskopie können aus Ammoniumformiat Aminosäuren entstehen.